# 東方三博士の礼拝 (テル・ブルッヘン)
『東方三博士の礼拝』（とうほうさんはかせのれいはい、蘭: De aanbidding der koningen、英: The Adoration of the Magi）は、オランダ黄金時代の画家ヘンドリック・テル・ブルッヘンが1619年にキャンバス上に油彩で制作した絵画である。画面下部左側に「HTBrugghen fecit 1619」という画家の署名と制作年が記されている。作品は1970年にレンブラント協会 (オランダの美術館の作品購入を支援する組織) などの援助によりアムステルダム国立美術館に購入された。

## 作品
本作の主題は「東方三博士の礼拝」である。「マタイによる福音書」(2章) には、イエス・キリストの誕生を知った東方の天文学者3人が星に導かれてイエスを礼拝しにやってきたと記述されている。彼らは、金、乳香、没薬をイエスへの贈り物として携えてきた。彼らが正確にどこからやってきたのかは語られていないものの、画家たちは伝統的に彼らを3人の王として描いた。また、3人は人生の3段階 (青年、中年、老年) と初期キリスト教時代に知られていた3つの大陸 (ヨーロッパ、アジア、アフリカ) を象徴している。
テル・ブルッヘンは、聖母マリアの膝の上に座る幼子イエスに鑑賞者の注意を引きつけるように構図を作り上げている。3人の王は、豪華な異国風の衣装と贈り物によって見分けることができる。そのうち最年長の王は王冠が載るターバンを背後の従者に持たせ、幼子の前に跪いて聖杯 (カリス) を捧げている。2人の立ち姿の王が手にするきらびやかな金と銀のゴブレットや彼らが纏う華やかな衣装は、その細部までが緻密に描かれている。
人物たちの密な描写は衝撃的である。また、彼らは非常に硬く、静的なポーズで描かれており、画家の様式は当時の基準からすれば古めかしい。輝く色彩はマニエリスム的である。一方で、画中のイエスは伝統的な描写をされていない。ほかの画家たちは生まれたばかりのイエスを理想化して表したのに対し、テル・ブルッヘンは、イエスを小太りで皺の寄った身体をし、老人のような顔の魅力的とはいえない幼児として描いた。これは、傷跡、赤鼻、欠けた歯などを強調する傾向があるテル・ブルッヘンの典型的な描写である。画家は今日、その荒々しい自然主義で高く評価されている。